# Newsweek Champions Cup und die Virginia Slims of Indian Wells 1990
Der Newsweek Champions Cup and die Virginia Slims of Indian Wells 1990 waren ein Tennisturnier der WTA Tour 1990 für Damen und ein Tennisturnier der ATP Tour 1990 für Herren. Die Ausgabe der Damen fand vom 24. Februar bis 4. März 1990, die der Herren direkt folgend vom 5. bis 11. März 1990 in Indian Wells, Kalifornien statt.